# Richard Cross (1er vicomte Cross)
Pour les articles homonymes, voir Richard Cross et Cross.
Richard Assheton Cross, 1er vicomte Cross, (30 mai 1823 - 8 janvier 1914), connu avant son élévation à la pairie sous le nom de R.A Cross, est une Personnalité politique britannique du conservateur. Il est notamment ministre de l'Intérieur entre 1874 et 1880 et 1885 et 1886.

## Jeunesse et éducation
Cross est né à Red Scar, près de Preston, Lancashire, fils de William Cross (1771–1827) et de son épouse Ellen, fille d'Edward Chaffers. Il fait ses études à la Rugby School et au Trinity College de Cambridge et est président de la Cambridge Union en 1845. Il est appelé au barreau à Inner Temple, en 1849, s'attachant au circuit nordique.

## Carrière politique

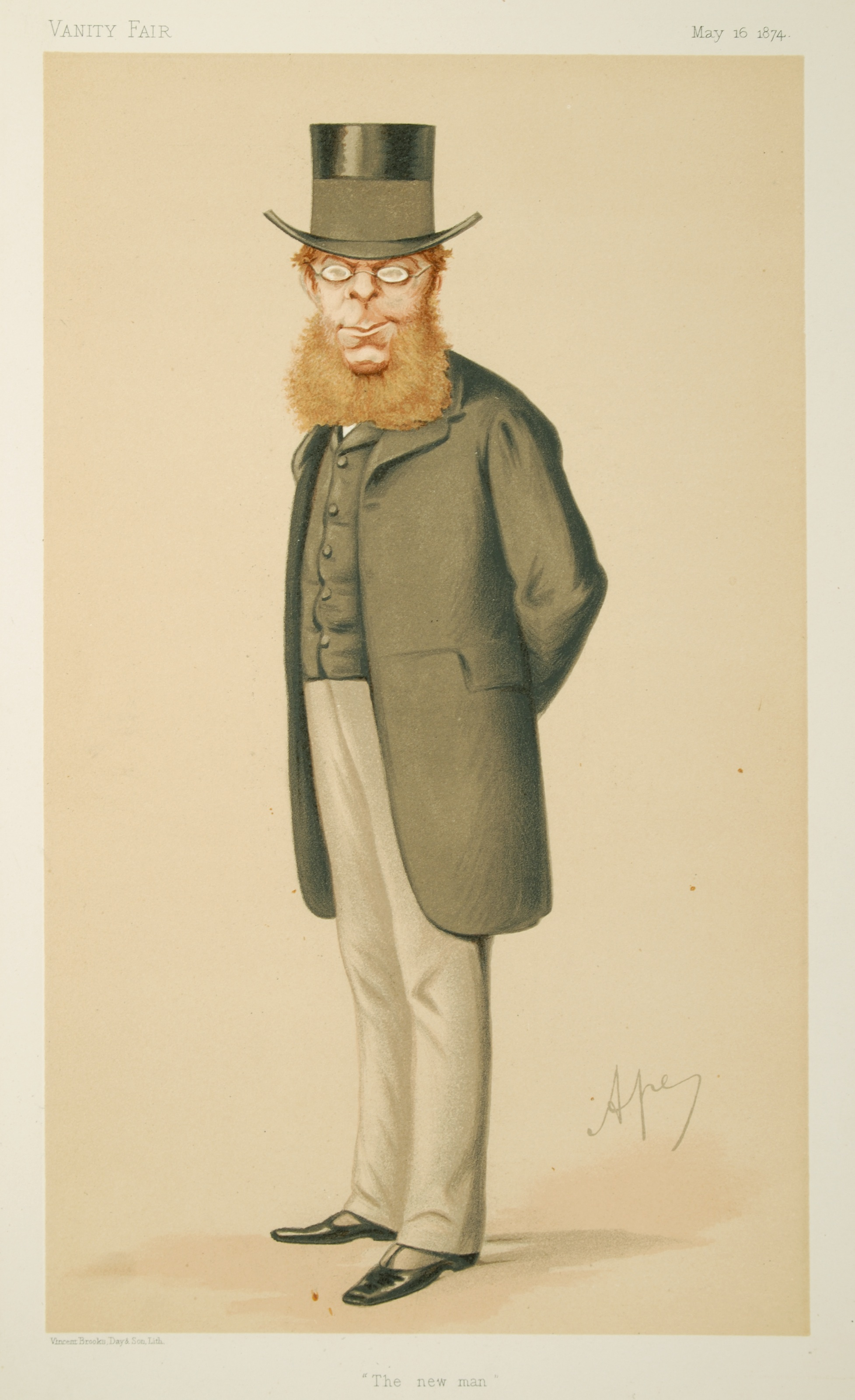
RA Cross caricaturée par Ape (Carlo Pellegrini) en 1874.

Cross entre au Parlement en tant que l'un des deux représentants de Preston en 1857, siège qu'il occupe jusqu'en 1862. Il est hors du Parlement pour l'année suivante et devient associé à Parr's Bank, dont il devient président en 1870. En 1868, il est élu pour le sud-ouest du Lancashire, en tête du scrutin et en battant Gladstone, et continue à représenter cette circonscription jusqu'à son élévation à la pairie en 1886.
Cross devient ministre de l'Intérieur dans le deuxième gouvernement de Benjamin Disraeli (1874–1880), poste auquel il est nommé sans avoir auparavant occupé un poste subalterne. Il reste ministre de l'Intérieur dans le premier gouvernement de Lord Salisbury (1885–1886). La dernière année, il est élevé à la pairie comme vicomte Cross, de Broughton-in-Furness dans le Lancashire, et est transféré au Secrétaire d'État à l'Inde (1886–1892), où il supervise le passage de la Loi de 1892 sur les conseils indiens. Lord Cross est très brièvement Chancelier du duché de Lancastre dans le troisième gouvernement de Salisbury (1895-1902) avant d'être nommé Lord du sceau privé. En 1898, il préside le Joint Select Committee on Electrical Energy (Generating Stations and Supply), qui favorise la construction de centrales électriques. Il prend sa retraite en 1900.
En 1884, Cross est élu au conseil d'administration des chemins de fer de Manchester, Sheffield et Lincolnshire et il reste administrateur de cette société et de son successeur, le Great Central Railway (GCR), jusqu'à sa mort. Lors des réunions du Conseil, il murmurait parfois "D'où vient l'argent?" En juin 1909, alors qu'il est directeur principal du GCR, ce chemin de fer nomme l'une de ses locomotives express de classe 8D, la Rt. Hon. Vicomte Cross GCB, GCSI en son honneur .

## Famille
Lord Cross épouse Georgiana, fille de Thomas Lyon, en 1852. Son fils aîné, William Cross, représente Liverpool West Derby au Parlement. Lady Cross est décédée en janvier 1907.
Lord Cross lui survit sept ans et est décédé en janvier 1914, à l'âge de 90 ans. Son petit-fils, Richard Assheton Cross, le seul fils de William Cross, lui succède.